# Elyhordeum berkeleyanum
Elyhordeum berkeleyanum är en gräsart som först beskrevs av Wray Merrill Bowden, och fick sitt nu gällande namn av Wray Merrill Bowden. Elyhordeum berkeleyanum ingår i släktet Elyhordeum och familjen gräs. Inga underarter finns listade i Catalogue of Life.